# Ruth Vega Fernandez
Pour les articles homonymes, voir Véga (homonymie) et Fernandez.
Ruth Vega Fernandez, née le 12 avril 1977 aux Îles Canaries (Espagne), est une actrice suédoise.

## Biographie
Après des études à l’Ensatt sous la direction de Christophe Perton, Philippe Delaigue et Enzo Corman, elle rejoint la troupe du Théâtre national populaire (TNP) où elle travaille sous la direction de Christian Schiaretti pendant trois ans. Par la suite elle part pour la Suède où elle tient des premiers rôles au théâtre ainsi qu’au cinéma. Depuis elle partage son temps entre les deux pays.

## Filmographie

### Cinéma
- 2008 : Not like Others (en) (Vampyrer) : Vanja
- 2009-2012 : Johan Falk (en) (10 films) : Marie Lindell
- 2009 : A Midsummer Night's Party (en) (Sommaren med Göran) : Mikaela
- 2011 : Kyss mig : Mia Sundström
- 2012 : Call Girl : Sasja, la call girl
- 2012 : En plats i solen (sv) : Carita
- 2014 : Gentlemen : Maud
- 2015 : The Circle, chapitre 1 : les élues : Adriana Lopez
- 2016 : Arès : Anna

### Télévision
- 2007 : How Soon Is Now? (mini série) : Rebecka Söderström
- 2007 : P.J. (série télévisée) : Esperanza
- 2010 : Wallander : Enquêtes criminelles (série télévisée) : Béatrice.
- 2013 : Bleu catacombes (téléfilm) : Cathy Grosjean
- 2015 : Gentlemen & Gangsters (mini série) : Maud
- 2016 : Cannabis (mini-série) : Nadja
- 2023 : Cannes police criminelle de Camille Delamarre : Geneviève Martial

## Théâtre
- 2005 : Le Père, mise en scène de Christian Schiaretti au Théâtre national populaire de Villeurbanne.
- 2013-2015 : Scènes de la vie conjugale, mise en scène de Ruth Vega Fernandez et Frank Vercruyssen, Théâtre Bastille[1]
- 2016 : Bovary de Tiago Rodrigues, Théâtre Bastille[2]
- 2021 : L’Étang d'après Robert Walser, mise en scène par Gisèle Vienne.

## Doublage
- Hanna Alström dans : 
  - Kingsman : Services Secrets (2015) : la princesse Tilde
  - Kingsman : Le Cercle d'or (2017) : la princesse Tilde

- 2019 : Spider-Man: Far From Home : la couturière (Toni Garrn)

## Distinctions
- 2015 : Nommée Meilleure actrice dans un second rôle pour Gentlemen aux 50e cérémonie des Guldbagge Awards